# Jonas Omlin
Jonas Omlin (* 10. Januar 1994 in Sarnen) ist ein Schweizer Fussballtorhüter. Er steht seit Januar 2023 bei Borussia Mönchengladbach unter Vertrag und gehört seit November 2018 zum Kader der Schweizer A-Nationalmannschaft.

## Karriere

### Vereine
Der in Sachseln im Kanton Obwalden aufgewachsene Sohn einer Arzthelferin und eines Malers verbrachte seine Juniorenzeit für die Vereine FC Sarnen, FC Luzern und SC Kriens. Im Juli 2012 wechselte er für zwei Jahre zum SC Kriens in die 1. Liga Promotion, der dritthöchsten Spielklasse. Zur Saison 2014/15 kehrte er zum Erstligisten FC Luzern zurück. Er debütierte am 21. März 2015 (25. Spieltag) bei der 1:4-Niederlage im Heimspiel gegen den FC Basel. In der Saison 2014/15 kam er überwiegend für die U21-Mannschaft des FC Luzern in der zweitklassigen 1. Liga zum Einsatz.
Am 6. Juli 2015 wurde Omlin an den FC Le Mont-sur-Lausanne ausgeliehen, für den er nur die Saison 2015/16 in der Challenge League bestritt und in 15 Punktspielen eingesetzt wurde.
Im Sommer 2016 kehrte er ein zweites Mal zum FC Luzern zurück. Im März 2017 wurde er dort Stammtorhüter und verdrängte David Zibung von dieser Position. Sein Vertrag lief bis Ende Juni 2021.
Am 12. Juni 2018 verpflichtete ihn der Ligakonkurrent FC Basel zur Saison 2018/19, der ihm einen Vierjahresvertrag unterbreitete. Mit dem FC Basel, für den er 59 Ligaspiele bestritt, gewann er am Saisonende das Finale um den Schweizer Cup.
Omlin wechselte am 12. August 2020 zum französischen Erstligisten HSC Montpellier. Am 19. Januar 2023 wurde er von Borussia Mönchengladbach als Nachfolger des langjährigen Torhüters Yann Sommer verpflichtet. Er unterzeichnete beim Bundesligisten einen Vertrag bis zum 30. Juni 2027. Zur Saison 2023/24 übernahm Omlin dort als Nachfolger von Lars Stindl das Kapitänsamt, musste dieses aber zur Saison 2025/26 an seinen Mannschaftskollegen Tim Kleindienst abgeben.

### Nationalmannschaft
Seit dem 9. November 2018 gehört Omlin dem Kader der Nationalmannschaft an. Sein Debüt als Nationalspieler gab er am 7. Oktober 2020 im Kybunpark von St. Gallen bei der 1:2-Niederlage im Freundschaftsspiel gegen die Nationalmannschaft Kroatiens.
Er wurde für die Europameisterschaft 2021 aufgeboten, musste aber verletzt passen.

## Sonstiges
Jonas Omlin ist mit der Tochter des ehemaligen niederländischen Fussballprofis und gegenwärtigen Fussballtrainers René van Eck liiert.